# Новая (Вытегорский район)
Новая — деревня в Вытегорском районе Вологодской области.
Входит в состав Кемского сельского поселения, с точки зрения административно-территориального деления — в Кемский сельсовет.
Расположена на левом берегу реки Хибалка. Расстояние до районного центра Вытегры по автодороге — 123,5 км, до центра муниципального образования посёлка Мирный по прямой — 18 км. Ближайшие населённые пункты — Кузьминская, Степановская.
По данным переписи в 2002 году постоянного населения не было.